# 1-Chlor-3-iodbenzol
1-Chlor-3-iodbenzol ist eine chemische Verbindung, die sich vom Benzol ableitet. Es ist eines der drei möglichen Chloriodbenzole; die anderen sind 1-Chlor-2-iodbenzol und 1-Chlor-4-iodbenzol.

## Gewinnung und Darstellung
1-Chlor-3-iodbenzol kann durch Diazotierung und Sandmeyer-Reaktion aus 3-Iodanilin oder 3-Chloranilin synthetisiert werden, wie erstmals 1900 durch August Klages und C. Liecke gezeigt.

## Eigenschaften
1-Chlor-3-iodbenzol hat einen Flammpunkt von 102 °C.